# アメリカン・タワー
アメリカン・タワー（英: American Tower Corporation）は、電波塔や基地局など、無線通信インフラのリースを行う不動産投資（REIT）・管理会社。アメリカ合衆国・マサチューセッツ州・ボストンに本拠を置き、世界15カ国以上に拠点を持つ。ニューヨーク証券取引所上場企業（NYSE: AMT）。
売上の95％以上が通信インフラ施設のリースに拠っている。売上の約半分は米国外であり、インドをはじめとするアジア地域やラテンアメリカ地域で広く展開、米国内に40,000件以上、インドでは70,000以上の通信インフラ資産を保有している。通信インフラ施設を、AT&Tやテレフォニカ、バーティ・エアテルなどの通信企業にリースし、現地におけるNetflixやHuluなど大容量動画のモバイル通信を支えている。

## 沿革
1995年、ラジオ放送局のAmerican Radio Systems Corporationの一部門として設立された。同放送局が1998年にCBS Radioおよびバイアコムに買収されると同時に、独立した企業としてスピンオフ、株式上場企業となった。企業買収によって1999年にメキシコ、2000年にブラジルに事業拠点を設け、2000年代に入ると電波塔の新規建設から運用上の改善へと事業の重心をシフト、2005年に同業のSpectraSite Communications, Inc.を買収した。2007年にインドに進出し、2009年にはムンバイとコルカタに拠点を置くインドの同業大手を相次いで買収、2010年にはチリやペルーなど南米で事業を拡大、2011年には南アフリカ共和国に、2012年にはドイツに拠点を設けた。
アメリカン・タワーは2012年にREITとなり、株主への定期的な配当支払いを開始、2013年にGlobal Tower Partnersを買収することでアメリカの電波塔運営事業者の最大手となった。以降もベライゾン・コミュニケーションズ、ボーダフォンやテレフォニカなど通信大手からのインフラ設備の買収を続けている。